# Emi Evans
Emi Evans (właśc. Emiko Rebecca Evans, ur. 19 lipca 1980 w Londynie) – piosenkarka angielsko-japońskiego pochodzenia, znana przede wszystkim z wykonywania utworów stworzonych na potrzeby gier komputerowych.

## Życiorys
Urodziła się 19 lipca 1980 roku w Londynie, dorastała zaś w Nottingham. W bardzo młodym wieku rozpoczęła naukę gry na wiolonczeli oraz zainteresowała się śpiewem, kształcąc się w różnych chórach i komponując pierwsze utwory na pianino.
W latach 1993–1998 uczęszczała do Trent – specjalistycznej szkoły muzycznej, gdzie odebrała profesjonalną edukację. W roku 2000 w ramach mającej trwać rok wymiany studenckiej przeprowadziła się do Tokio.

### Kariera
W Tokio poznała kompozytora i aranżera Hiroyukiego Munetę, z którym założyli niezależny duet Freesscape. W 2001 porzuciła ostatecznie myśl o powrocie do Anglii, przerwała studia i rozpoczęła nowe życie w Tokio, robiąc pierwsze kroki w kierunku kariery muzycznej – komponując i śpiewając dla Freesscape, a także wykonując muzykę do reklam telewizyjnych. Śpiewać piosenki do gier komputerowych zaczęła po poznaniu kompozytorów Norihiko Hibino i Keiichiego Okabe. Z Okabe wykonała utwory do serii gier Nier, a także do serialu i filmów anime Yūki Yūna wa yūsha de aru. Współpracowała także z Yasunorim Mitsudą przy ścieżce dźwiękowej do dramatu telewizyjnego. W 2018 nawiązała współpracę z polskim studiem Artifex Mundi, wykonując piosenkę „Dreams” do gry My Brother Rabbit.
Specyficznym elementem jej twórczości jest tworzenie wymyślonych języków na potrzeby piosenek, jak język chaosu w Nier: Automata
W 2011 utworzyła grupę MASHCANTINOIZ zrzeszającą osoby znane z tworzenia muzyki do gier komputerowych.

## Dyskografia
| rok  | Płyta – wokal                                                                            | Wydawca            |
| ---- | ---------------------------------------------------------------------------------------- | ------------------ |
| 2004 | Fragile Perfection                                                                       | Freesscape Music   |
| 2006 | Detour                                                                                   | Freesscape Music   |
| 2007 | The next confusion                                                                       | Freesscape Music   |
| 2010 | Keiichi Okabe – NieR Gestalt & Replicant (Original Soundtrack)                           | Square Enix        |
| 2010 | NieR Gestalt & Replicant (Original Soundtrack)                                           | Square Enix        |
| 2011 | Lost petals                                                                              | Freesscape Music   |
| 2011 | Now is the point at which I touch eternity                                               | Freesscape Music   |
| 2011 | Motoi Sakuraba – Dark Souls (Soundtracks)                                                | FromSoftware       |
| 2013 | TEN STEPS AHEAD                                                                          | Freesscape Music   |
| 2014 | Motoi Sakuraba – Dark Souls (Soundtracks)                                                | Namco Bandai games |
| 2014 | Drag-On Dragoon 3 (Original Soundtrack)                                                  | Square Enix        |
| 2014 | Yūki Yūna wa yūsha de aru Original Soundtrack                                            | Pony Canyon        |
| 2015 | Wangan Midnight Maximum Tune Original Soundtrack 10th Anniversary Box                    | Lantis             |
| 2016 | LET DOWN                                                                                 | Freesscape Music   |
| 2016 | Fate/Stay Night Original Soundtrack & Drama CD: Garden Of Avalon – Glorious, After Image | Aniplex            |
| 2017 | NieR: Automata Original Soundtrack                                                       | Square Enix Music  |
| 2017 | NieR: Automata / NieR Gestalt & Replicant Original Soundtrack Vinyl Box Set              | Square Enix        |
| 2017 | Yūki Yūna wa yūsha de aru: Washio Sumi no shō Original Soundtrack                        | Pony Canyon        |

| rok  | Płyta – aranżacja i słowa                                             | Wydawca     |
| ---- | --------------------------------------------------------------------- | ----------- |
| 2015 | Wangan Midnight Maximum Tune Original Soundtrack 10th Anniversary Box | Lantis      |
| 2010 | NieR Gestalt & Replicant (Original Soundtrack)                        | Square Enix |

Opracowano na podstawie materiału źródłowego.